# El Pont de Bar
Pour les articles homonymes, voir Pont (toponyme).
El Pont de Bar est une commune de la comarque de l'Alt Urgell dans la province de Lleida en Catalogne (Espagne).

## Géographie
El Pont de Bar est une commune située dans les Pyrénées.

## Histoire
- 7 avril 1794 : le village, situé à mi-distance de Bellver et d'Urgell, est engagé durant les combats de Bellver et d'Urgell pendant la guerre du Roussillon.

## Lieux et monuments
- L'église Sant Esteve de Bar, construite du XIVe au XIXe siècle ;
- Le musée de la vigne et du vin de montagne.
- Le Castellnou de Carcolze, château médiéval ;
- Le château d'Aristot, d'époque médiévale.